# China United Airlines

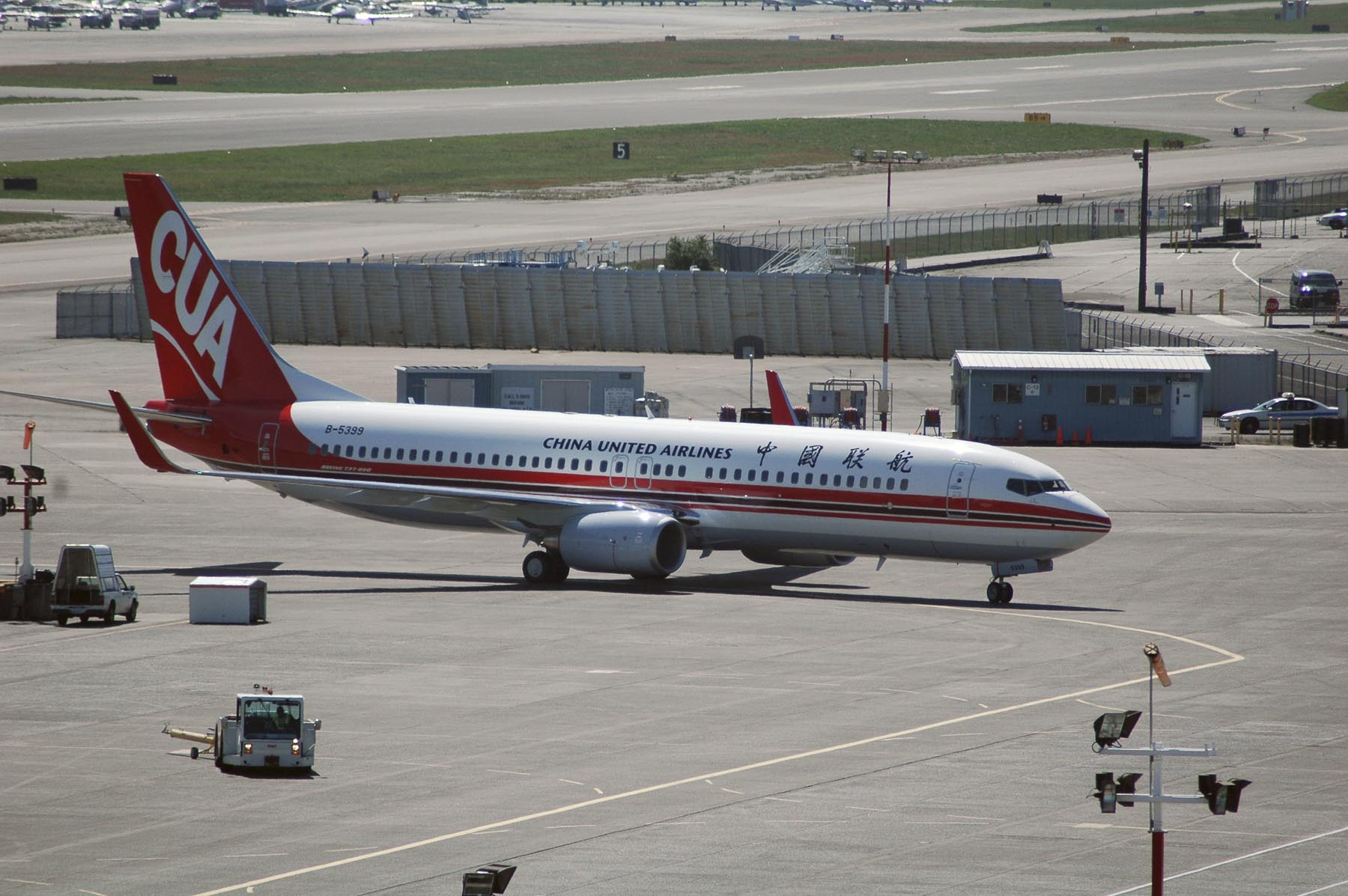
Boeing 737-800

China United Airlines — приватна китайська авіакомпанія зі штаб-квартирою в Пекіні (Китайська Народна Республіка), що працює в сфері регулярних і чартерних авіаперевезень всередині країни. Єдиний оператор пекінського аеропорту Наньюань, який є портом приписки і головним транзитним вузлом (хабом) авіакомпанії.

## Історія
Утворена в 1986 для здійснення повітряних перевезень під потреби Народно-визвольної армії Китаю. У зв'язку з виданням державного указу про заборону безпосередньої участі збройних сил країни в комерційній діяльності будь-якого роду у листопаді 2002 року авіакомпанія припинила виконання всіх регулярних, а в наступному році — і всіх інших рейсів.
У 2005 80% власності перевізника було реалізовано авіакомпанії Shanghai Airlines, другим великим власником акцій China United Airlines стала державна корпорація по оптовому експорту та імпорту.
4 червня 2005 Адміністрація цивільної авіації Китайської Народної Республіки відновила дозвіл на комерційні перевезення авіакомпанії. Незважаючи на те, що China United Airlines в даний час не належить військовим структурам, вона залишається єдиною комерційної авіакомпанією Китаю, якій дозволено використовувати військові аеродроми країни.

### Інцидент з американськими спецслужбами
У 2000 за замовленням уряду China United Airlines придбала за 120 мільйонів доларів лайнер Boeing 767-300ER для забезпечення перельотів першої особи держави Цзян Цземіня. За кілька днів до свого першого польоту на борту літака були виявлені приховані пристрої прослуховування, які встановлені в туалеті, салоні і навіть в узголів'я ліжка. «Жучки» при цьому контролювалися і керувалися дистанційно через орбітальні супутники. ЦРУ і американське посольство в Китаї від коментарів утрималися.

## Маршрутна мережа
- КНР
  - Аньхой
    - Фуян — аеропорт Фуян Сігуань

  - Пекін
    - Пекін — пекінський аеропорт Наньюань хаб

  - Чунцін
    - Чунцін — міжнародний аеропорт Чунцін Цзянбей

  - Ґуандун
    - Гуанчжоу — міжнародний аеропорт Гуанчжоу Байюнь
    - Фошань — аеропорт Фошань Шаді

  - Хайнань
    - Санья — міжнародний аеропорт Санья Фінікс

  - Хунань
    - Чанша — міжнародний аеропорт Чанша Хуанхуа

  - Внутрішня Монголія
    - Баотоу — аеропорт Баотоу Ерлібань
    - Хайлар — аеропорт Хайлар Дуньшань
    - Хух-Хото — міжнародний аеропорт Хух-Хото Байта
    - Ордос — аеропорт Ордос Ерджен
    - Ляньюньган — аеропорт Ляньюньган Байтабу

  - Цзянсі
    - Ганьчжоу — аеропорт Ганьчжоу

  - Шеньсі
    - Юйлінь — аеропорт Юйлинь Юйян

  - Шаньдун
    - Ліньї — аеропорт Ліньї

  - Шанхай
    - Шанхай — міжнародний аеропорт Шанхай Хунцяо

  - Сичуань
    - Ченду — Міжнародний аеропорт Ченду Шуанлю

  - Чжецзян
    - Ханчжоу — міжнародний аеропорт Ханчжоу Сяошань
    - Цюйчжоу — аеропорт Цюйчжоу

## Флот
У листопаді 2011 флот становили такі літаки, середній вік яких дорівнював 11,6 років: